# Aksjatau
Aksjatau (ryska: Акшатау) är en ort i Kazakstan.   Den ligger i oblystet Qaraghandy, i den centrala delen av landet, 400 km sydost om huvudstaden Astana. Aksjatau ligger 751 meter över havet och antalet invånare är 4 899.
Terrängen runt Aksjatau är platt.  Trakten runt Aksjatau är nära nog obefolkad, med mindre än två invånare per kvadratkilometer. Trakten runt Aksjatau består i huvudsak av gräsmarker.